# 多々羅大橋

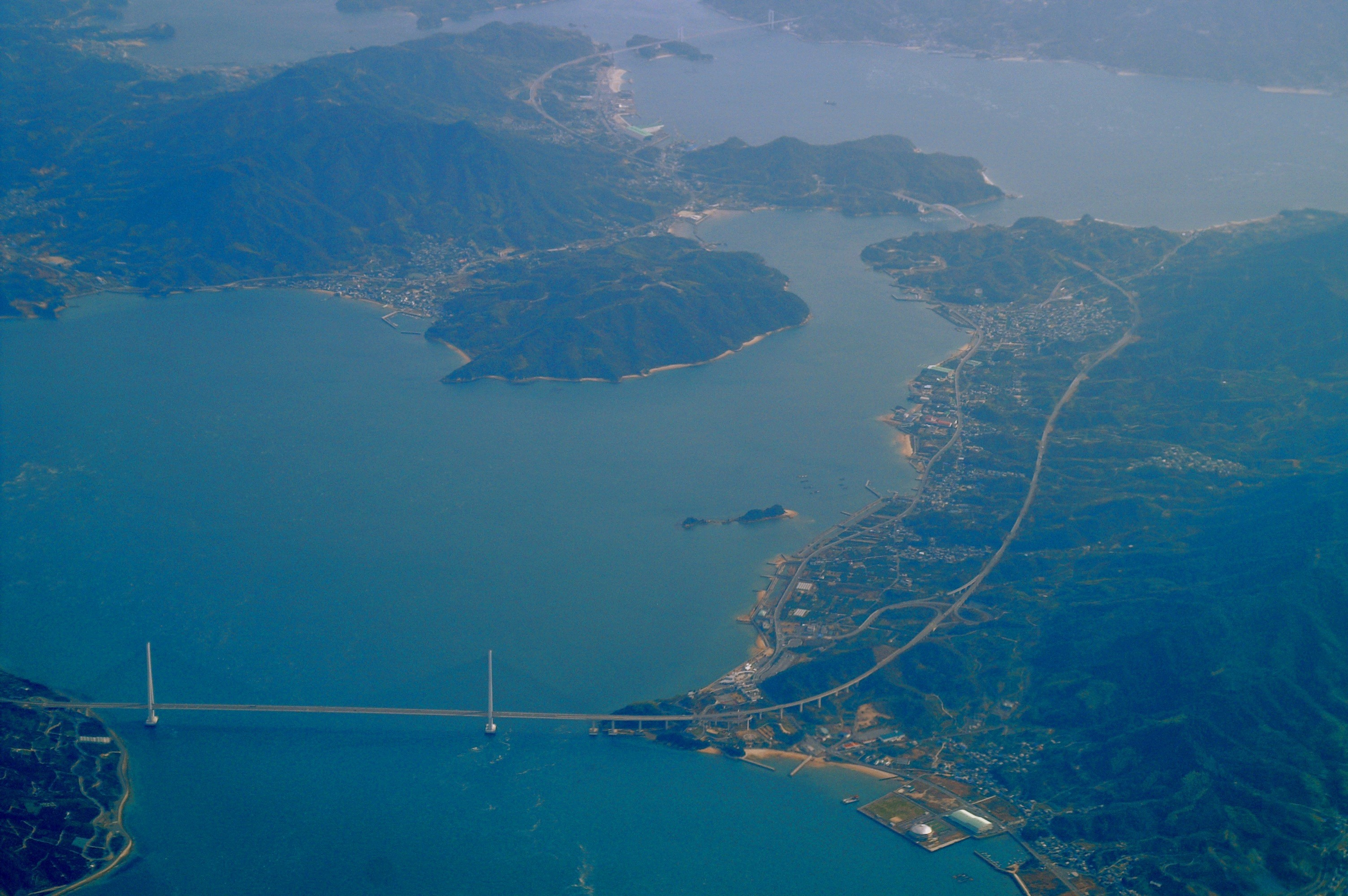

多々羅大橋（たたらおおはし）は、広島県尾道市の生口島と愛媛県今治市の大三島を繋ぐ道路橋。瀬戸内海の島々を結ぶ西瀬戸自動車道「しまなみ海道」を構成する。1998年全建賞道路部門受賞、同年土木学会田中賞作品部門受賞。

## 概要
吊橋の一種である斜張橋で、全長1,480 m、中央支間長890 mの「しまなみ海道」の橋梁のひとつ。1999年5月供用開始。総工費約1,400億円。しまなみ海道にある一連の橋梁のうち本州（尾道）側から4番目にあたり、インターチェンジでいえば生口島南ICと大三島ICの間にあたる。
2014年現在、国内最長の斜張橋であり、世界では第5位。完成年度当時は世界最大の斜張橋であり、フランスのノルマンディー橋とは同橋梁形式であることと多々羅大橋完成時点で1位2位の関係であったことから、2橋は姉妹縁組を結んでいる。
瀬戸田PA（上下線とも）から橋まで歩いて行くことができる。遠方からの見物ポイントとして、多々羅しまなみ公園・瀬戸田PA・立石展望台（大三島）・開山展望台（伯方島）から見ることができる。

## 通行料金

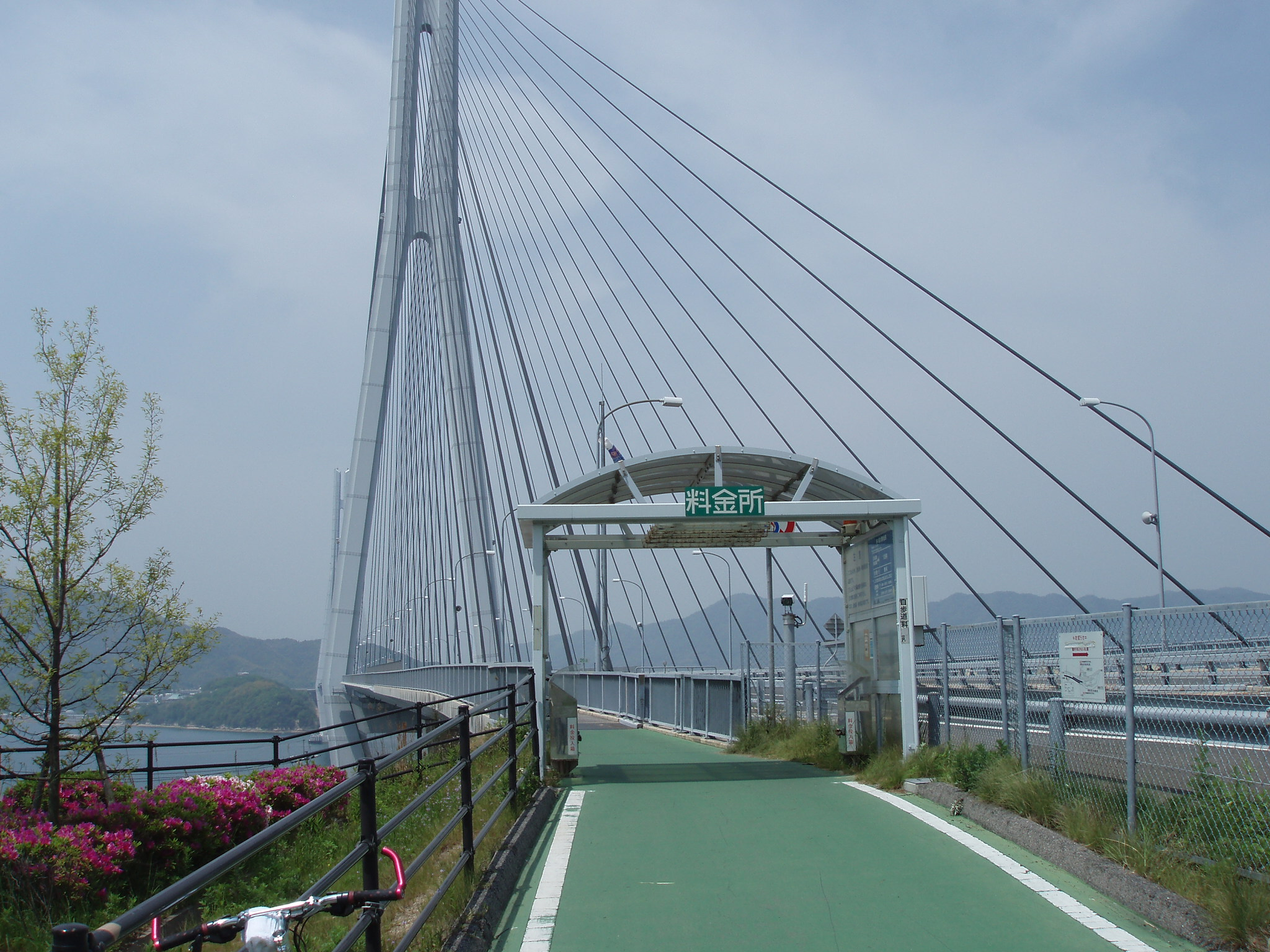
自転車料金所

しまなみ海道は他の本州四国連絡道路と違い「瀬戸内海横断自転車道」として自転車歩行者道が整備されておりその通行料が発生する。
サイクリングのメッカでありそのための企画も行われており、例えば2014年7月から2015年3月末まで「しまなみサイクリングフリー」として他のしまなみ海道筋の橋と同様に自転車歩行者道を無料開放している。

## 構造

### 諸元
- 路線名：国道317号バイパス（西瀬戸自動車道）[1]
- 橋長 : 1480.0 m[1][6]
- 径間割 : 270.0 m + 890.0 m + 320.0 m[6]
- 幅員 : 車道14.0 m、歩道5.0 m[1]
- 航路限界 : 26.0 m[1][6]
- 上部工形式 : 3径間連続複合箱桁斜張橋[1][6]
  - 主塔高 : 220.0 m[1]

### 特徴

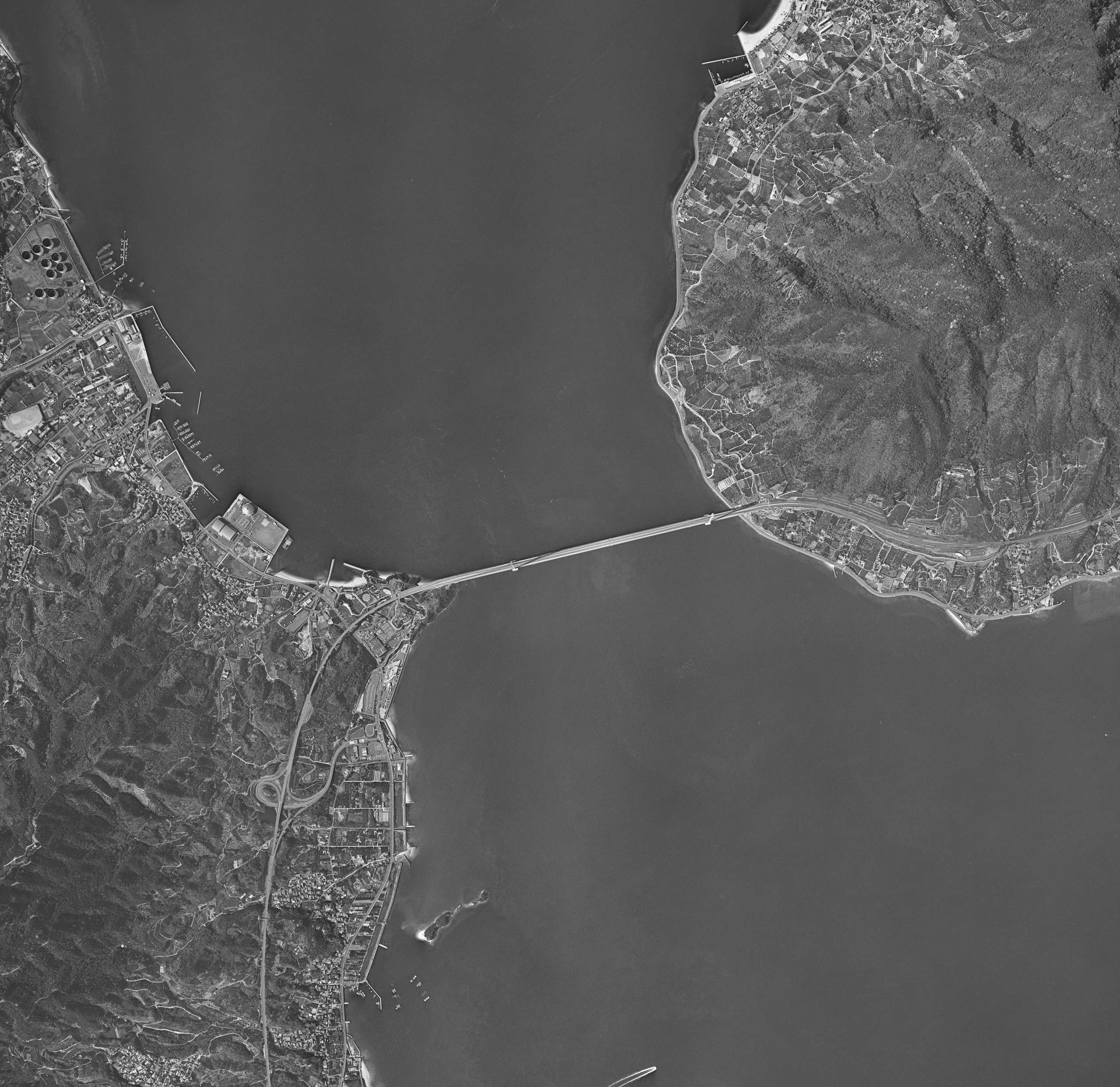
2005年

本州四国連絡道路が計画された当初は、この海峡を吊橋で渡るものとしていた。これは幅約900 mの多々羅海峡に橋をかける場合、その当時技術経験的な面で吊橋が優位とされていたためである。ただこの地は両岸とも平野部が狭くすぐ山が迫っていた立地条件であり、吊橋をかけるとなるとケーブルを固定するアンカレイジ設置のために山側を大規模に掘削しなければならなくなるが、瀬戸内海国立公園内に位置するこの地では自然公園法により大きな景観破壊は禁止されているため、別の案が考えられるようになる。そこで斜張橋案が出てきて、比較検討した結果アンカレイジが不要で工費の面でも優位となった斜張橋とすることになった。
これら計画段階での諸問題は、先に完成した生口橋とほぼ同じであった。多々羅大橋を斜張橋として計画した場合も生口と同様に、主径間（2つの主塔の間）に比べ側径間（主塔から陸地側）が短いアンバランスな橋となり、更に立地条件から多々羅の側径間は生口島270 m・大三島320 mと非対称な橋となった。そこで発生する力学的な問題を解決するため生口と同様に、主径間を軽い鋼製の桁（鋼箱桁）、側径間を重いコンクリート製の桁（PC箱桁）とすることによりバランスを保つ「複合斜張橋」が採用されることになった（生口橋#特徴と合わせて参照）。
主塔が200 mを超えたため耐風安定性を考慮した結果、逆Y型下絞り基部拡張形式となった。これが鳴き龍現象が発生する要因となった（下記参照）。

### 多々羅鳴き龍

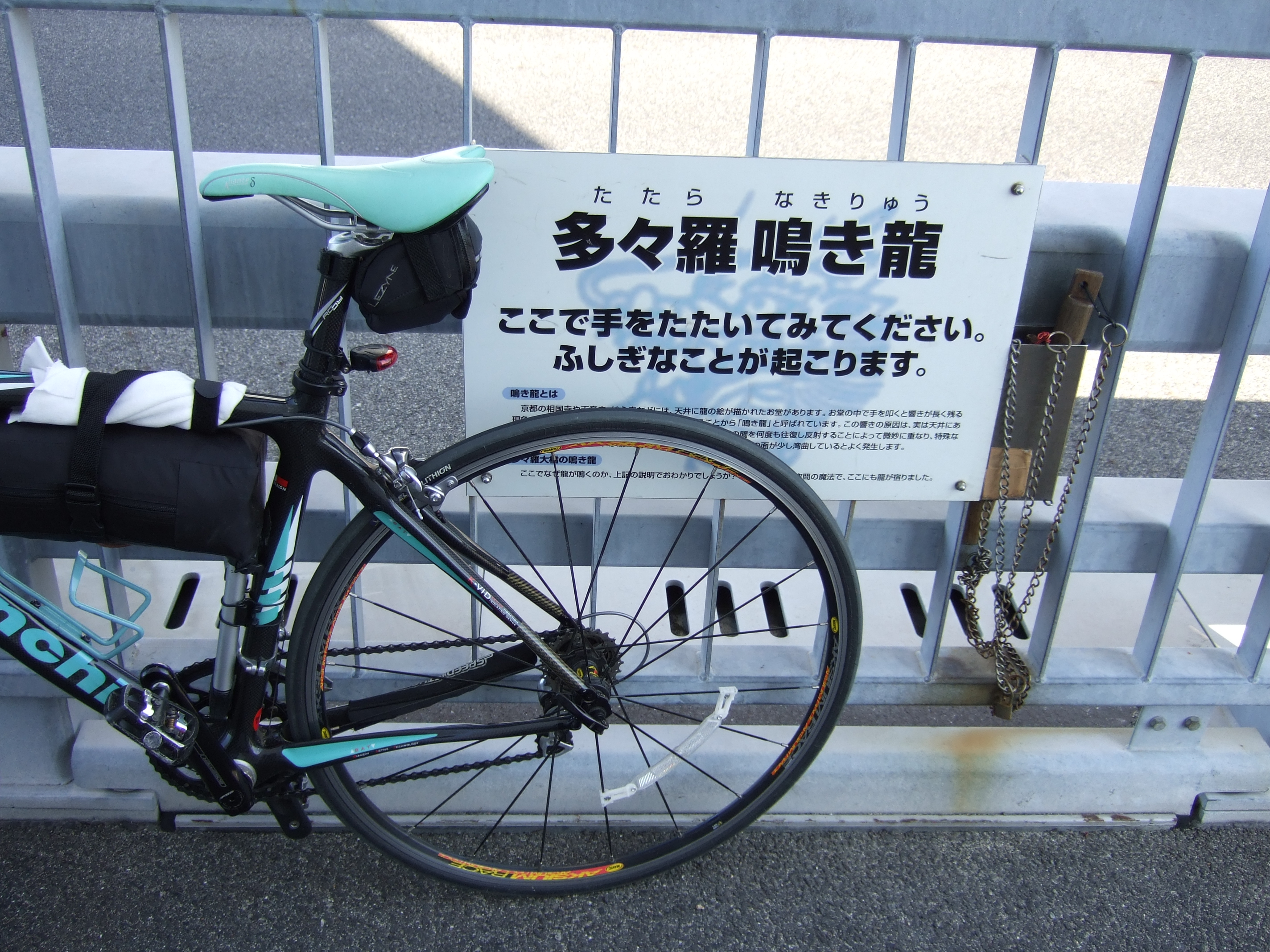
説明看板とバチ

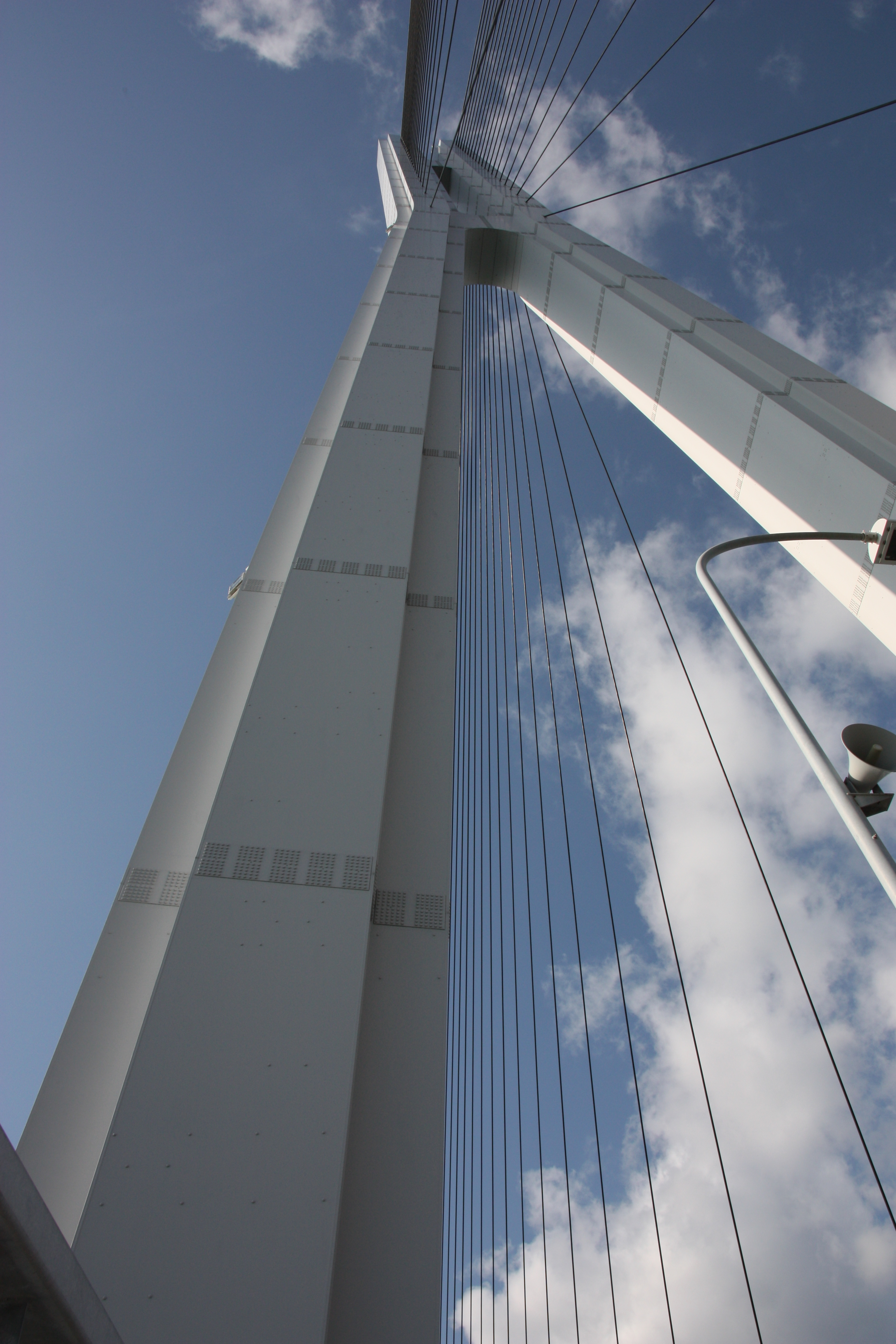
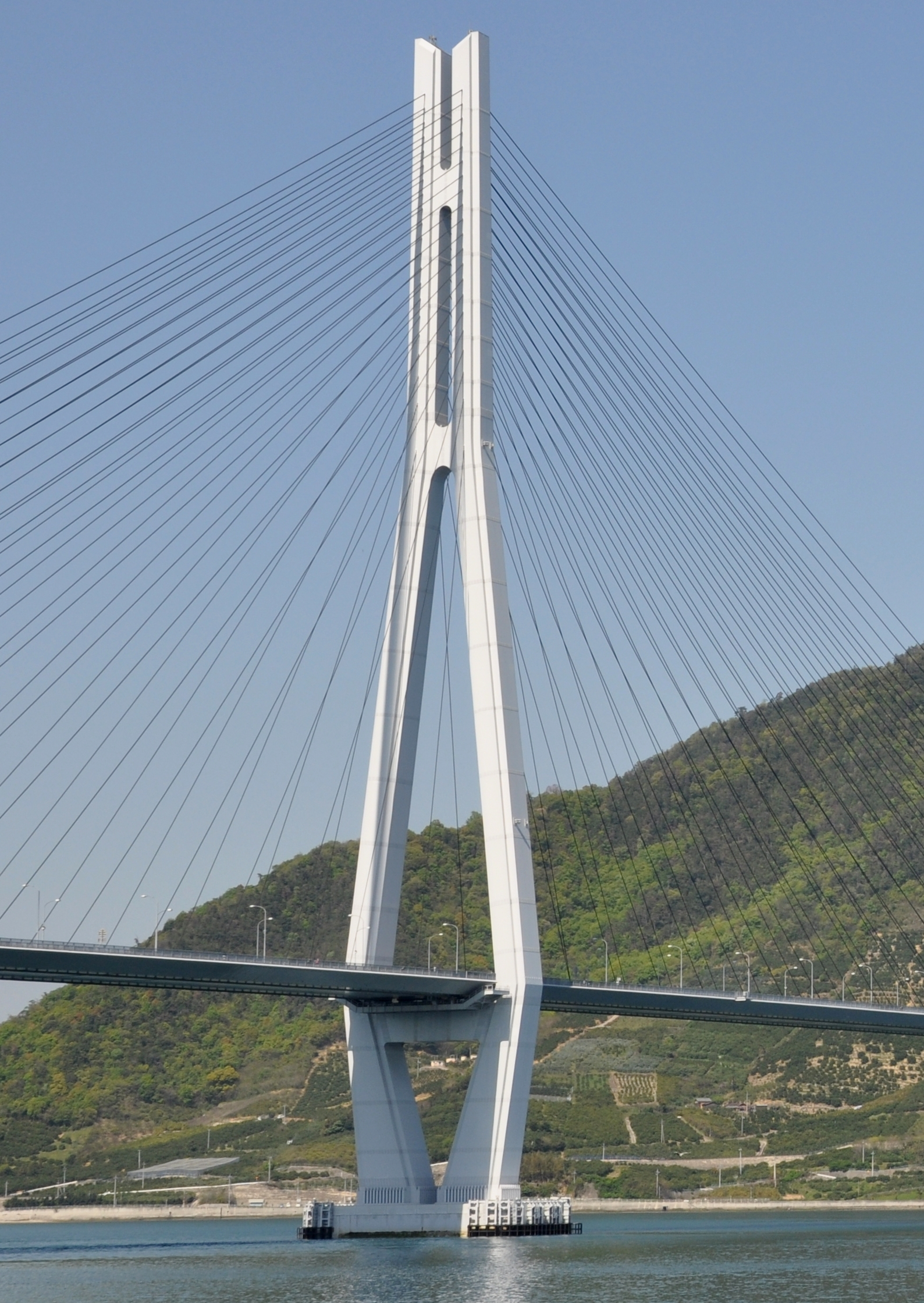

主塔部の歩道に立って大きな音を出すと、日光東照宮の鳴き龍と同じ現象である「多々羅鳴き龍」が発生する。
これは多重反響（フラッターエコー）と呼ばれる現象で、主塔が逆Y字型という特性から音が主塔の内側の面を繰り返し反射し共鳴しながら、上に向かって登っていくように聞こえる。この現象を体験できるよう、この付近には撥が置いてある。
なお、これを体験出来るのはあくまで歩道のみであり、車道に関しては駐停車が禁止されている。

## ギャラリー

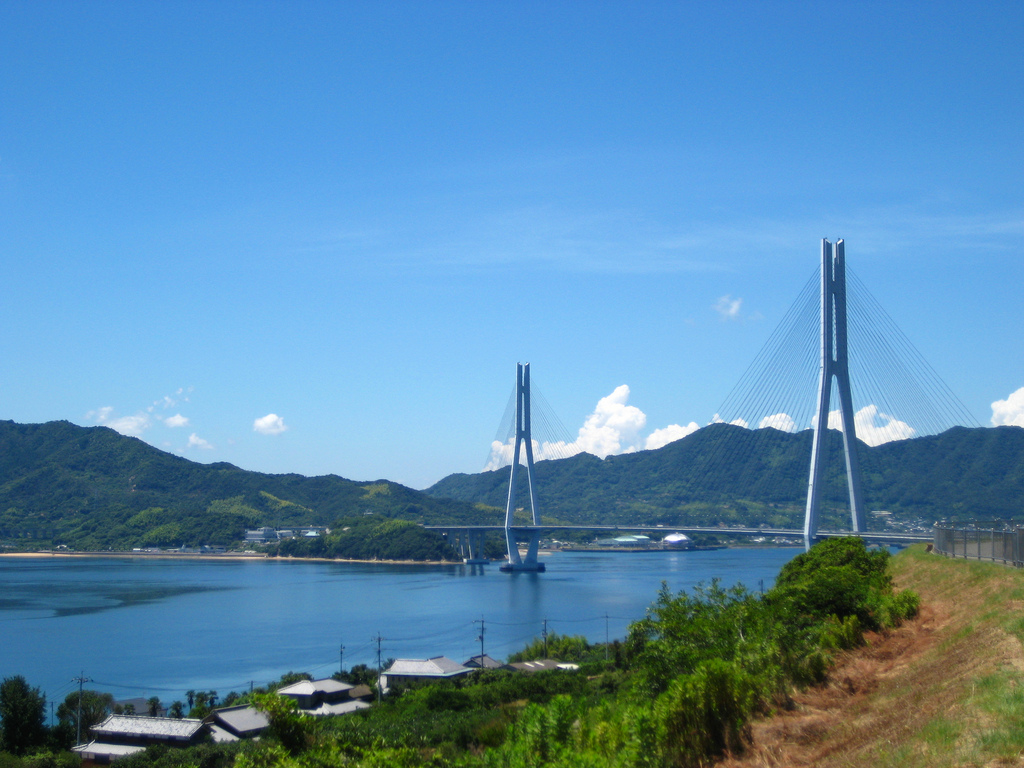
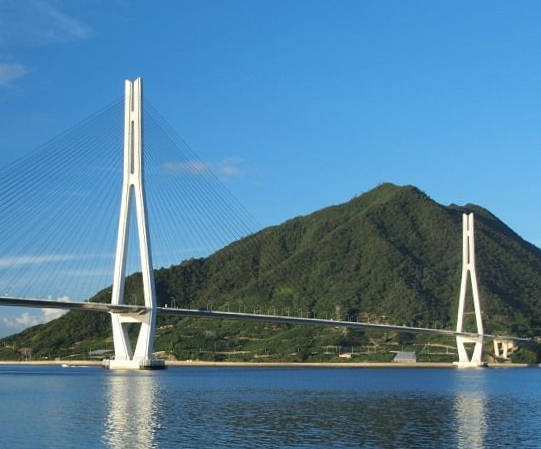
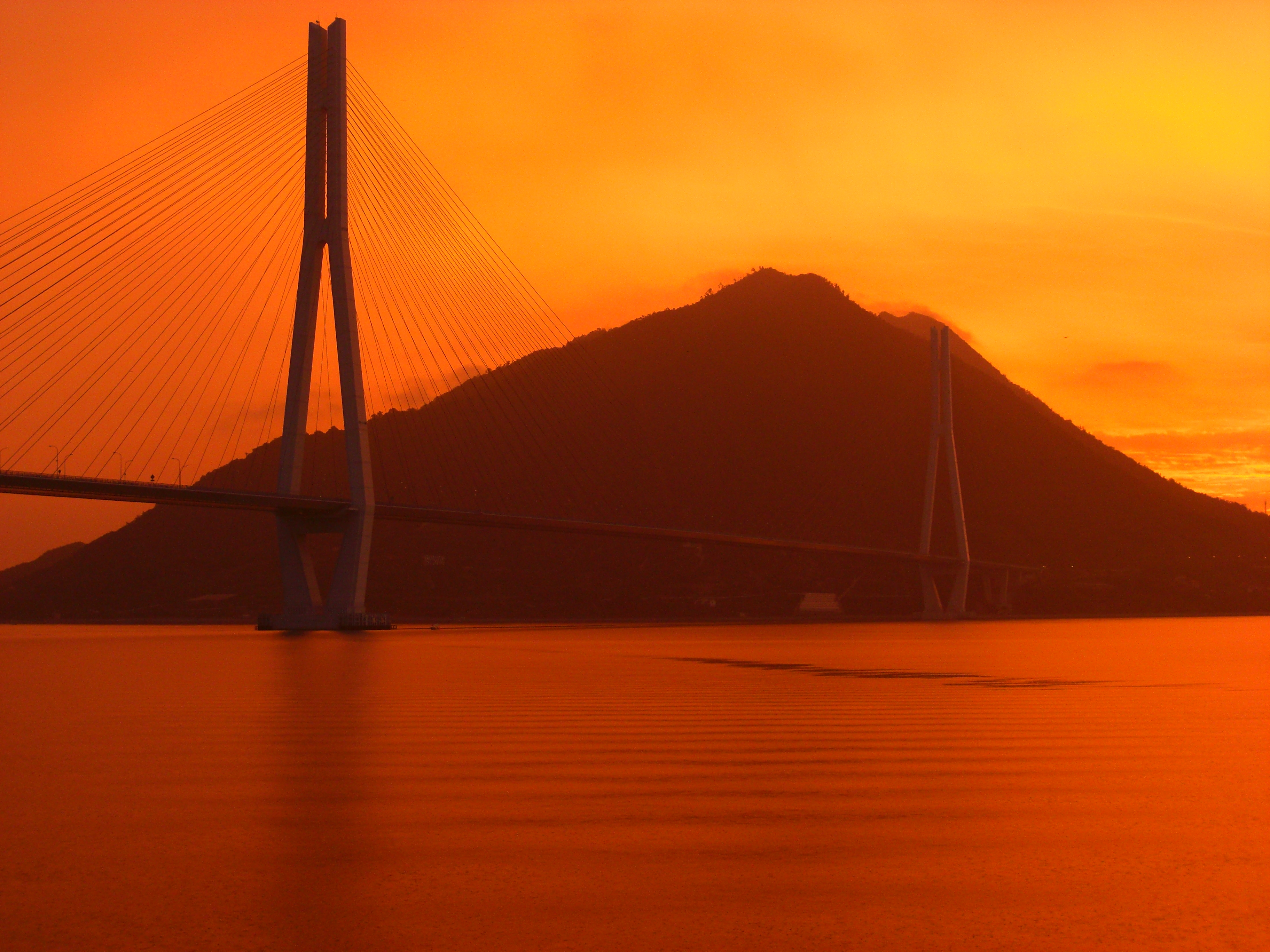
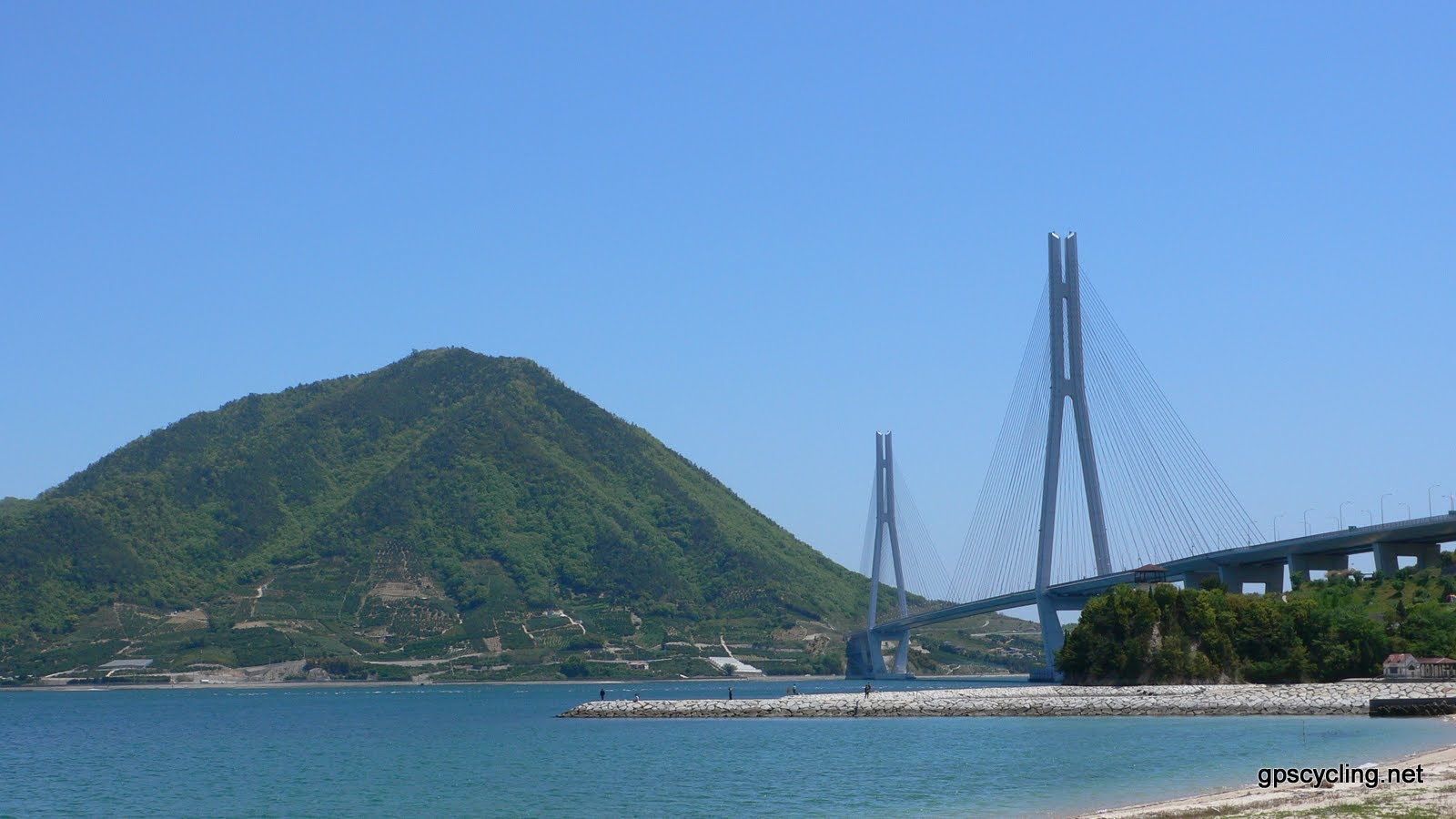
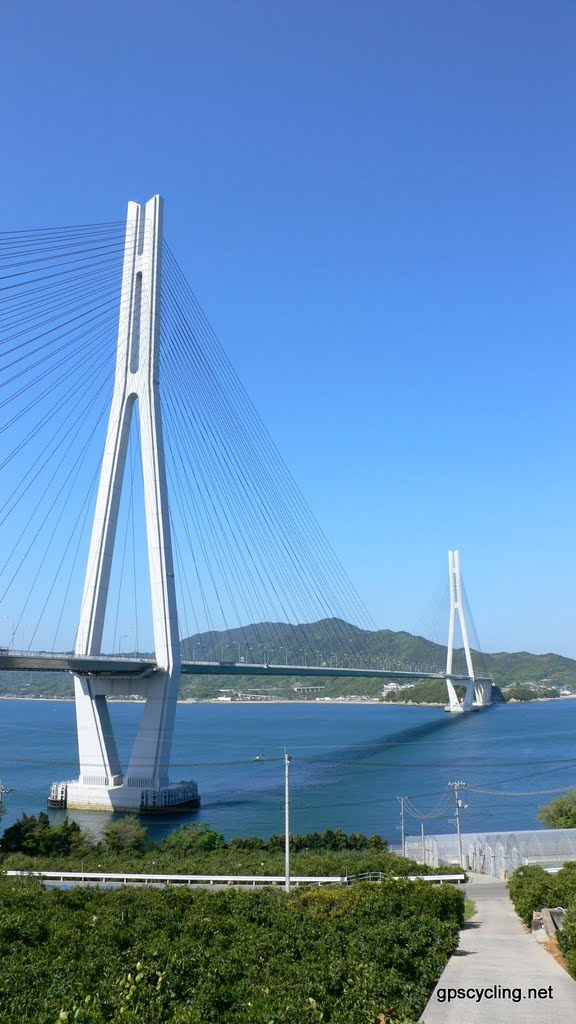
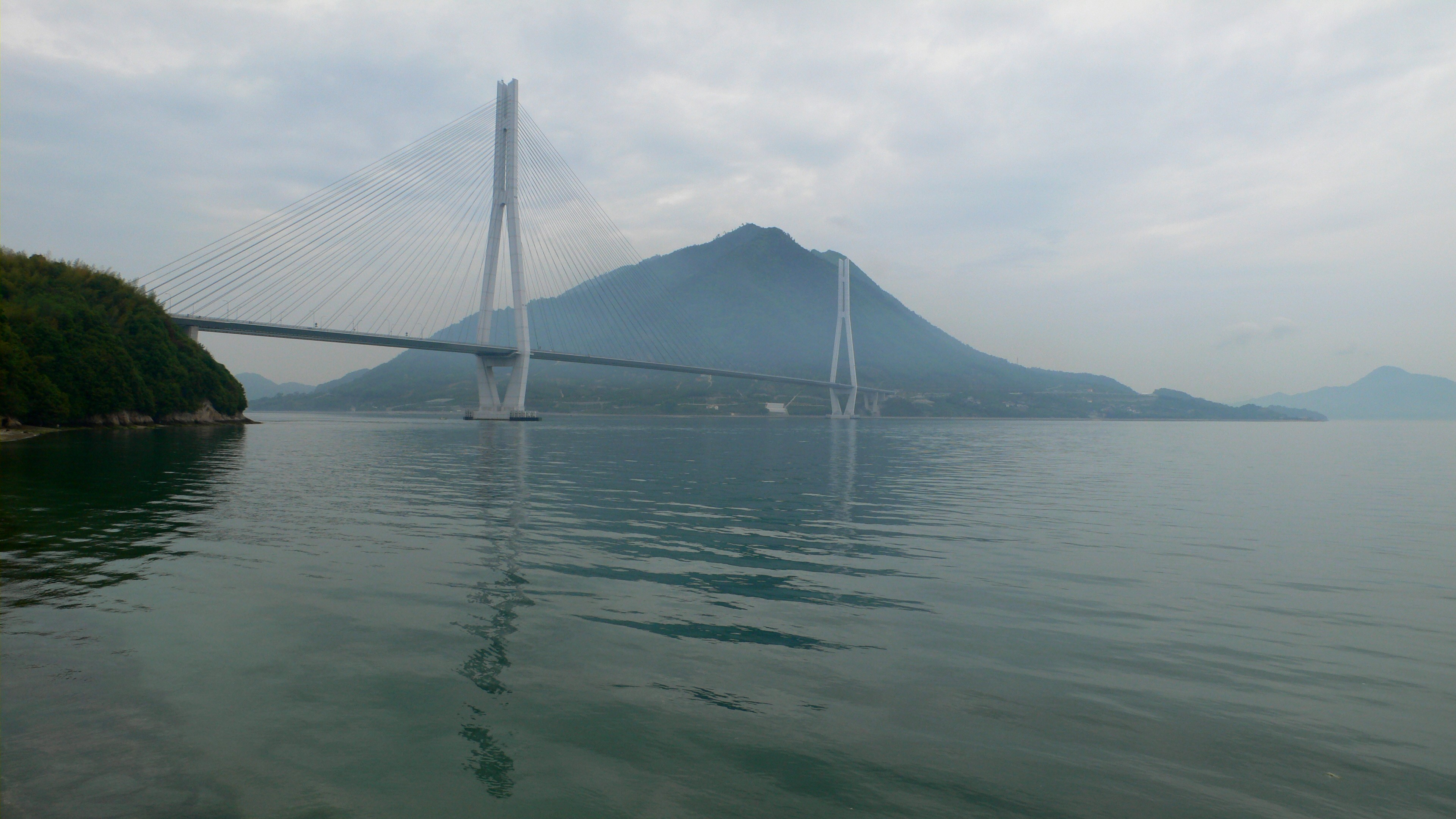
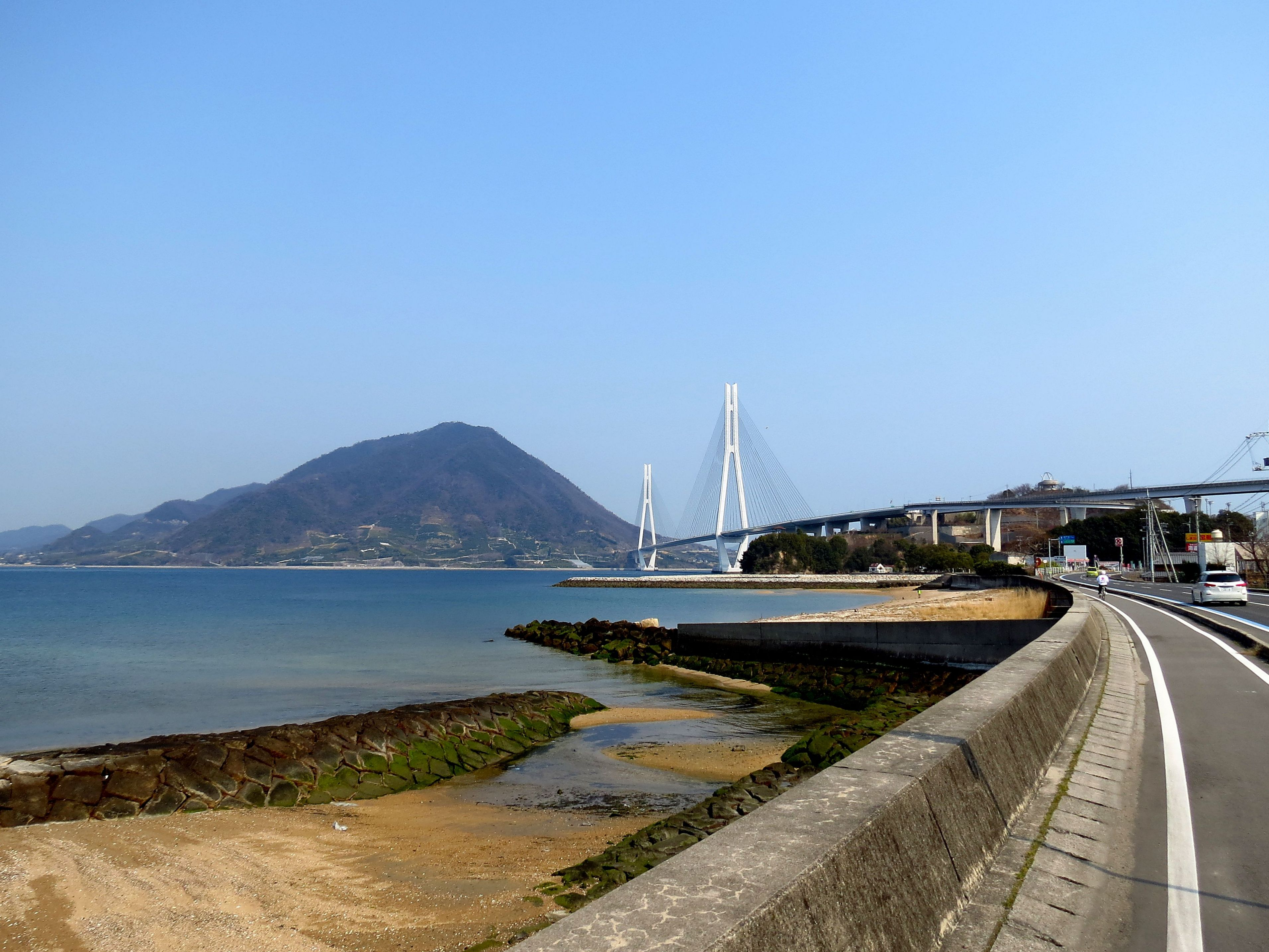
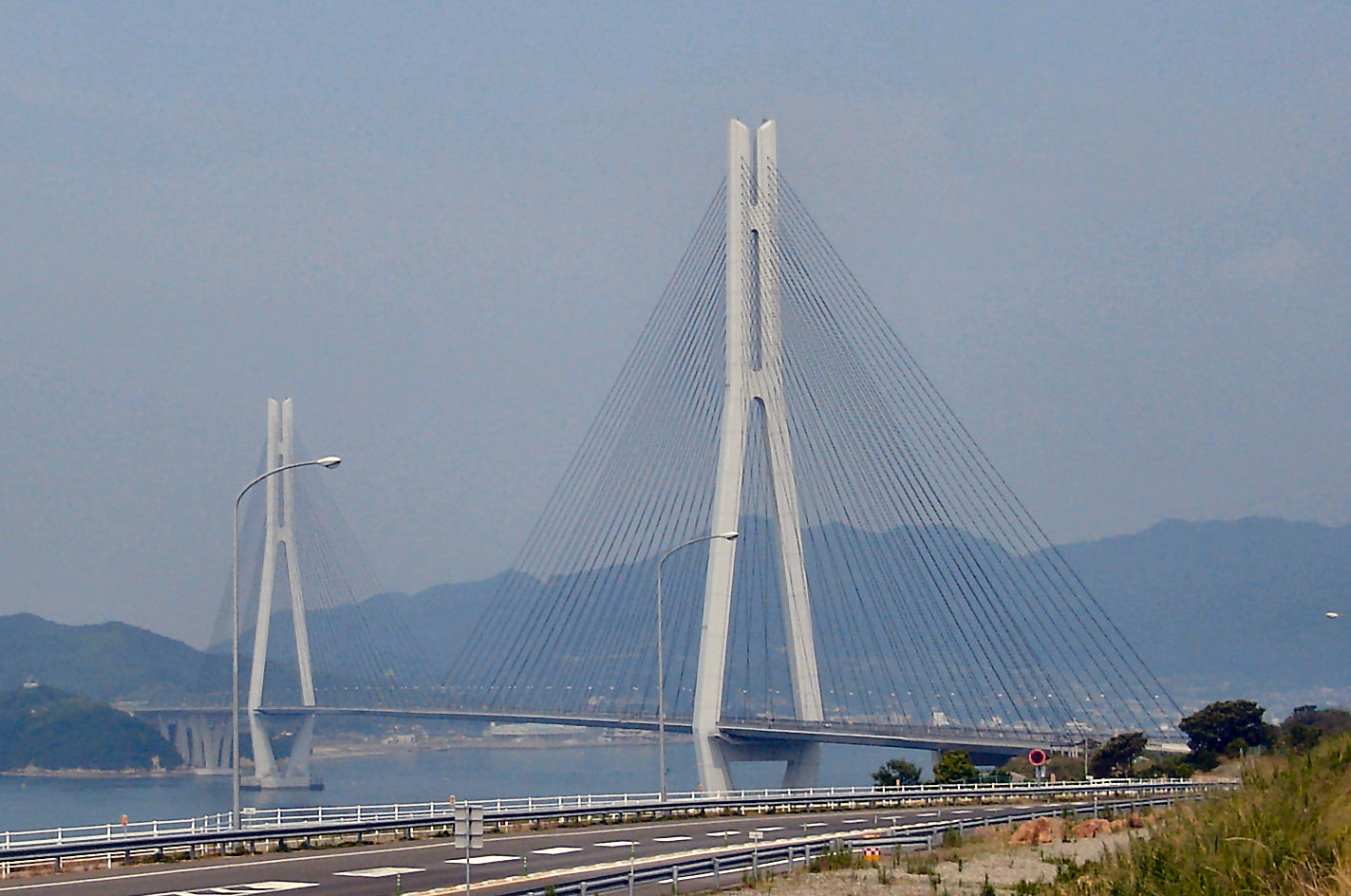
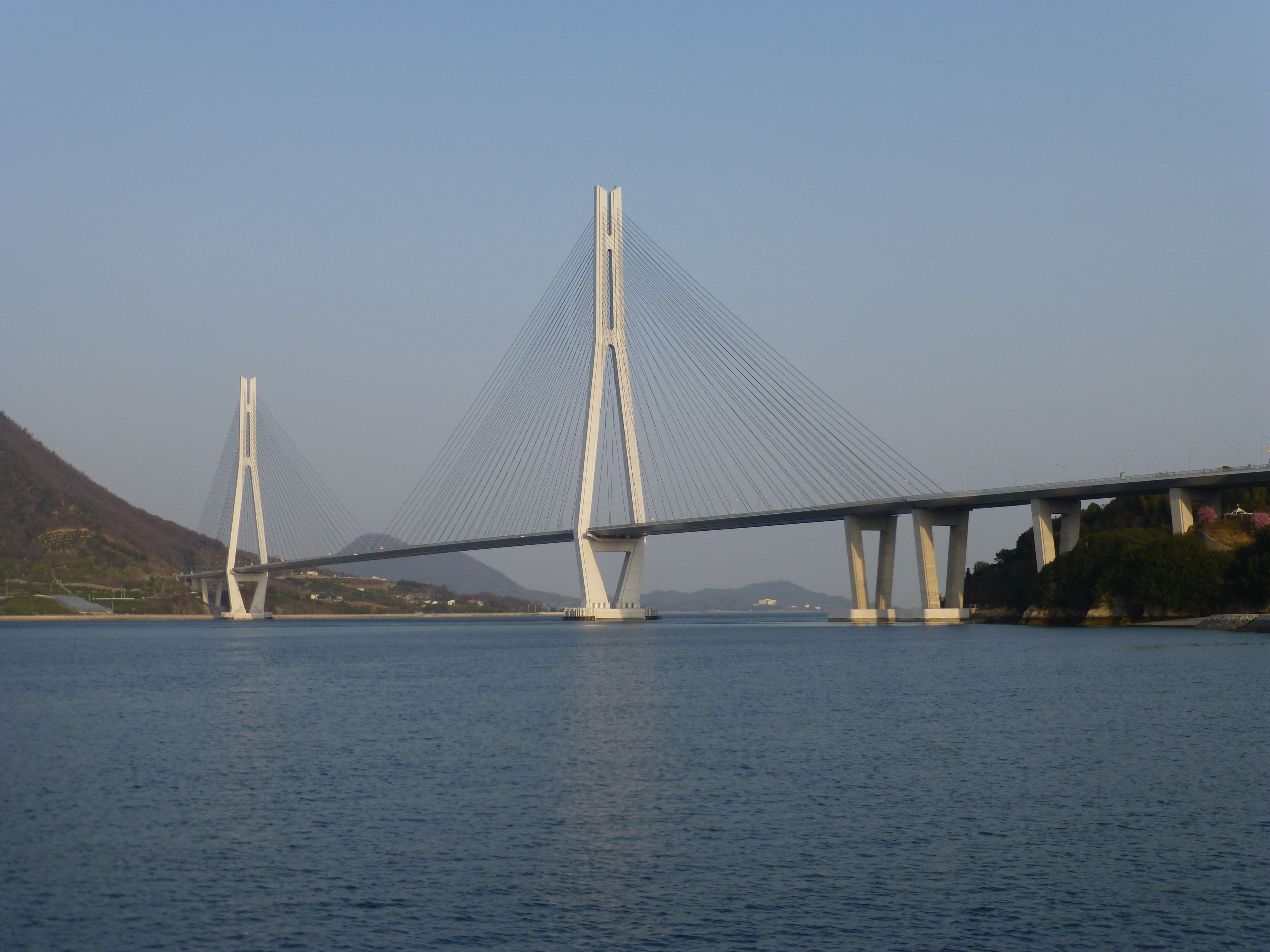
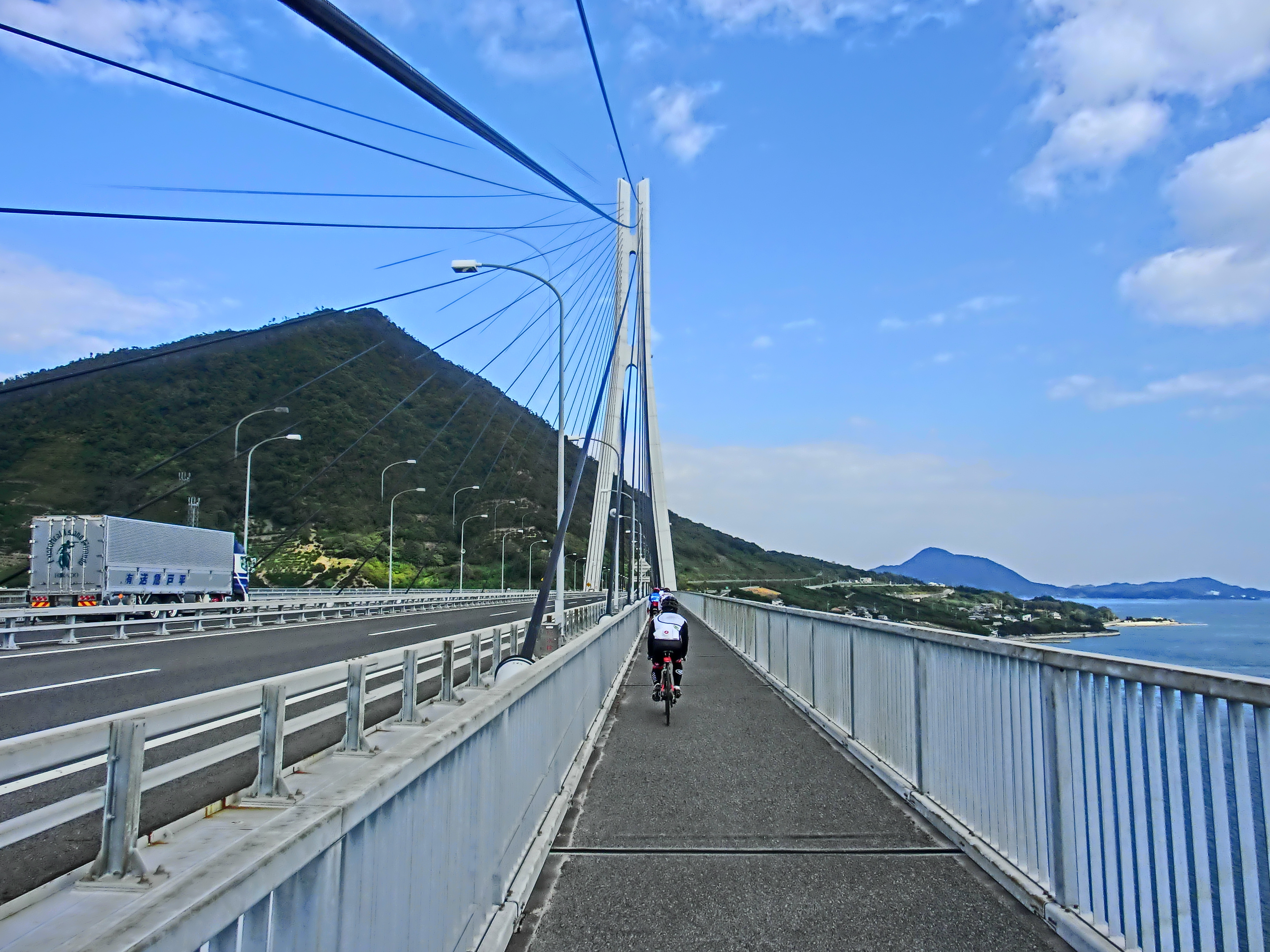
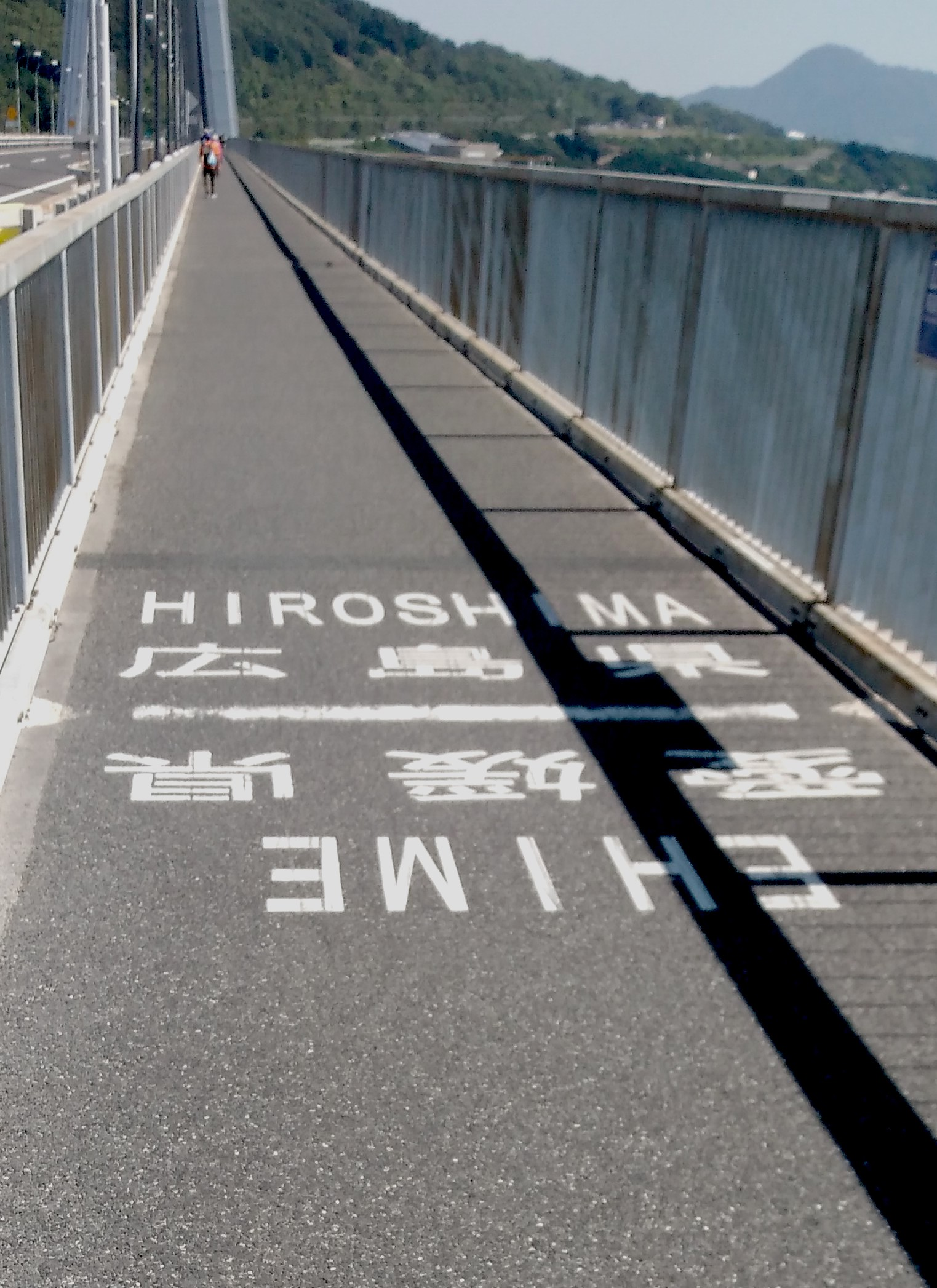
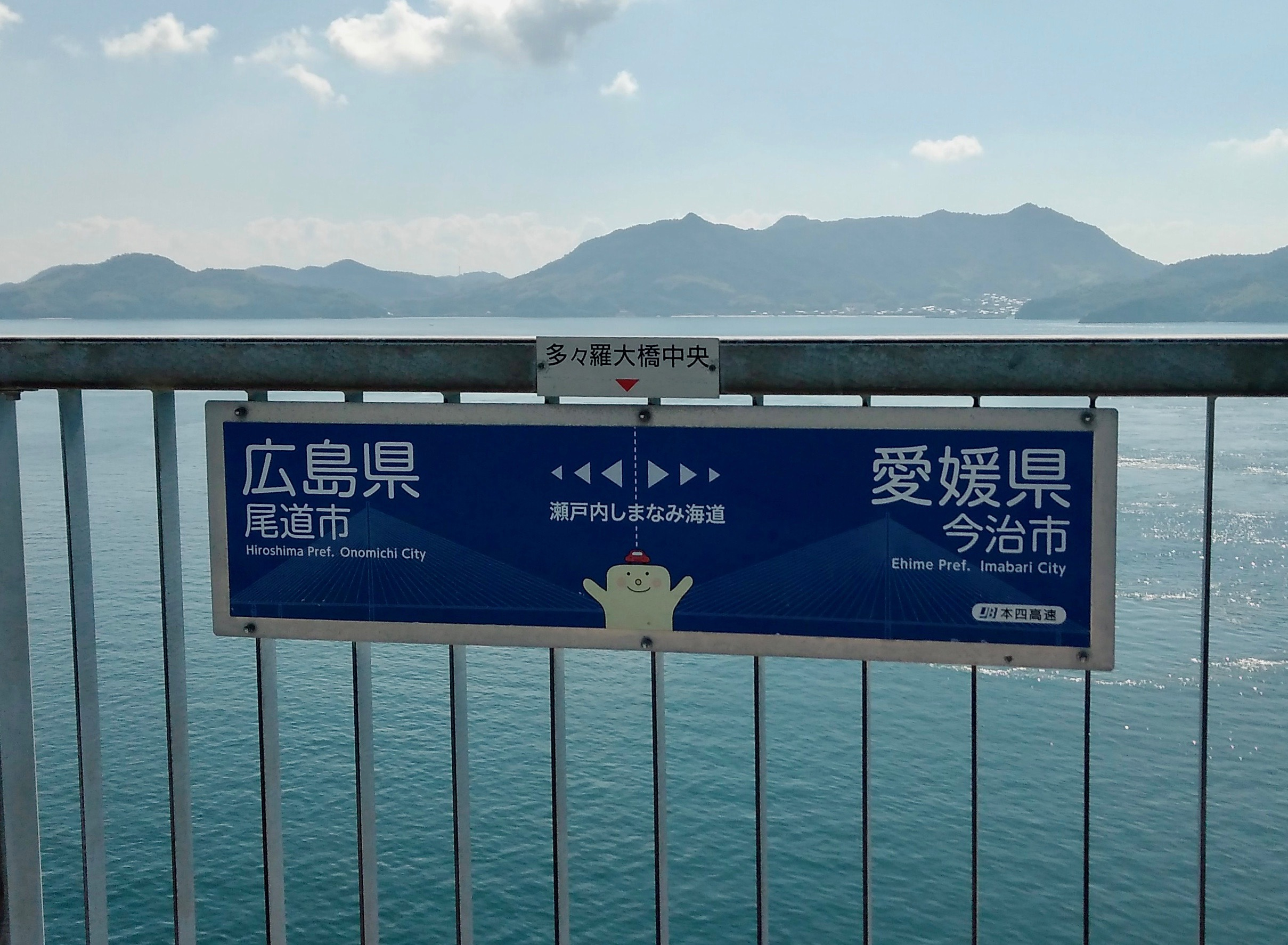
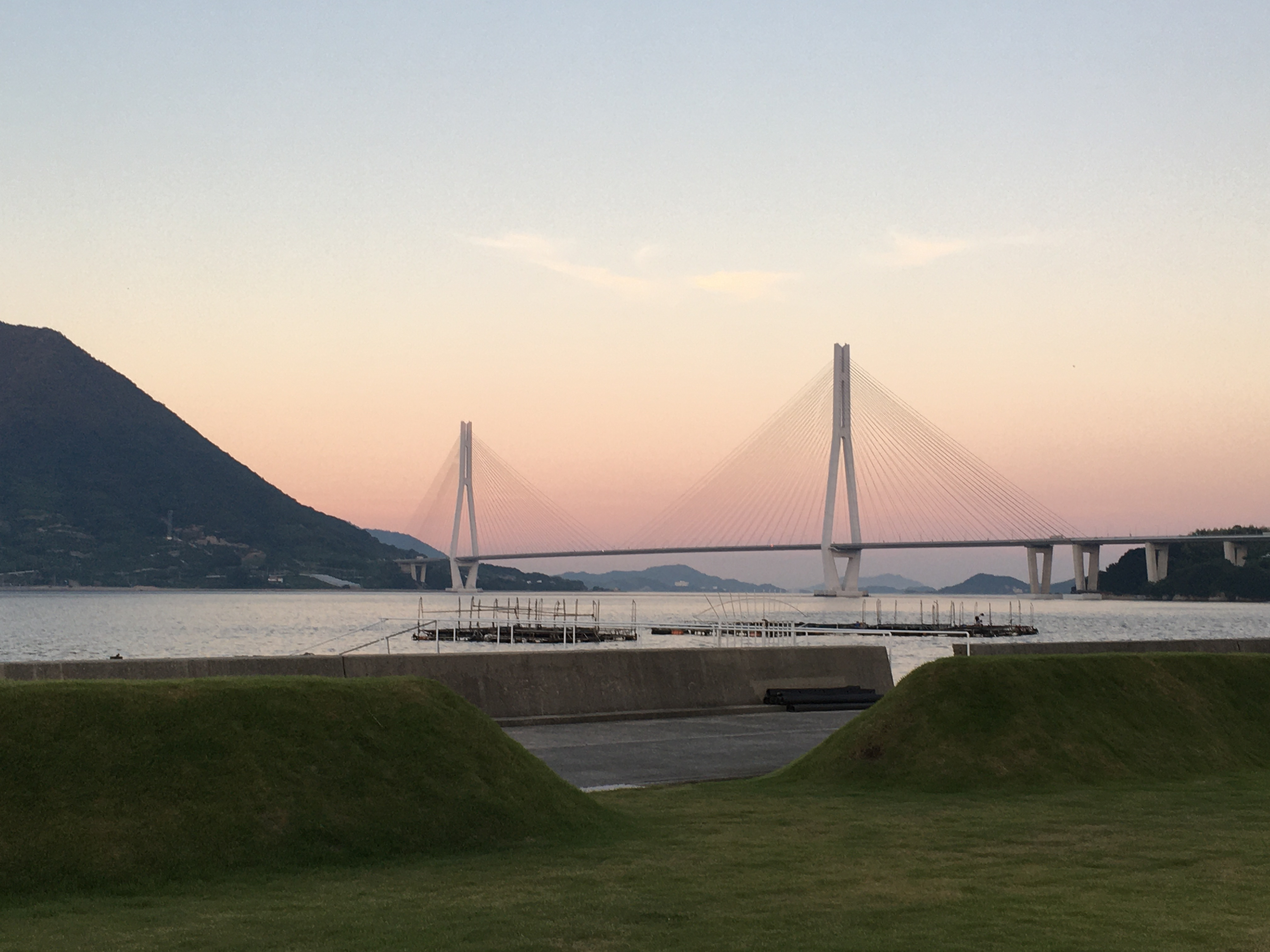